# Dolmens de Bernazay
Les dolmens de Bernazay sont deux dolmens situés sur le territoire de la commune des Trois-Moutiers, dans le département de la Vienne.

## Protection
Le dolmen n° 1 est classé au titre des monuments historiques par arrêté du 24 mars 1957.

## Dolmen n°1
Le dolmen est désormais ruiné, il n'en subsiste qu'une seule dalle en grès, correspondant probablement à une table de couverture. Elle mesure environ 4,20 m de long sur 4 m de large. Le dolmen a été édifié sur une hauteur dominant un vallon où coule un petit ruisseau. Aucun matériel archéologique associé à l'édifice n'est connu. 

## Dolmen n° 2
Le dolmen n° 2 est situé à un peu moins de 500 m à l'ouest du dolmen n °1, sur l'autre versant du vallon. Il est également en ruine et ne comporte plus qu'une dalle inclinée de 4,20 m de long sur 2 m de large et un bloc de 2,60 m de long partiellement enfoui correspondant probablement à un orthostate.

## Folklore
Selon une légende, le diable faisait réchauffer dans sa poêle des galettes de beurre qu'il avait volées au curé de la paroisse de Basses. Surpris par l'arrivée de sainte Radegonde, il donna un coup de pied dans sa poêle et les galettes atterrirent dans le voisinage donnant naissance aux dolmens de Vaon, de Bernazay, à la Roche-Vernaize et à la Butte de Saint-Drémont.